# Fanny Murrayová
Fanny Murrayová (1729 v Bathu – 2. dubna 1778 v Londýně) byla anglická kurtizána, současnice Kitty Fisherové a Charlotte Hayesové, patřila k nejvýznamnějším kurtizánám své doby. Paměti oslavované slečny Fanny Murrayové představují jeden z raných příkladů žánru „pamětí děvky“, ačkoli je nepravděpodobné, že by je skutečně napsala ona.

## Raný život
Podrobnosti o jejím raném životě jsou nejasné. Většina zdrojů se shoduje, že se Murrayová narodila v Bathu roku 1729 do rodiny hudebníka. Jako náctiletá osiřela a pracovala jako květinářka, dokud ji nesvedl hrabě John Spencer. Poté se přestěhovala do Londýna, kde se stala „podnájemnicí“ – smluvní prostitutkou, která musela pracovat, aby si vydělala na bydlení a drahé oblečení, které nosila k zákazníkům.

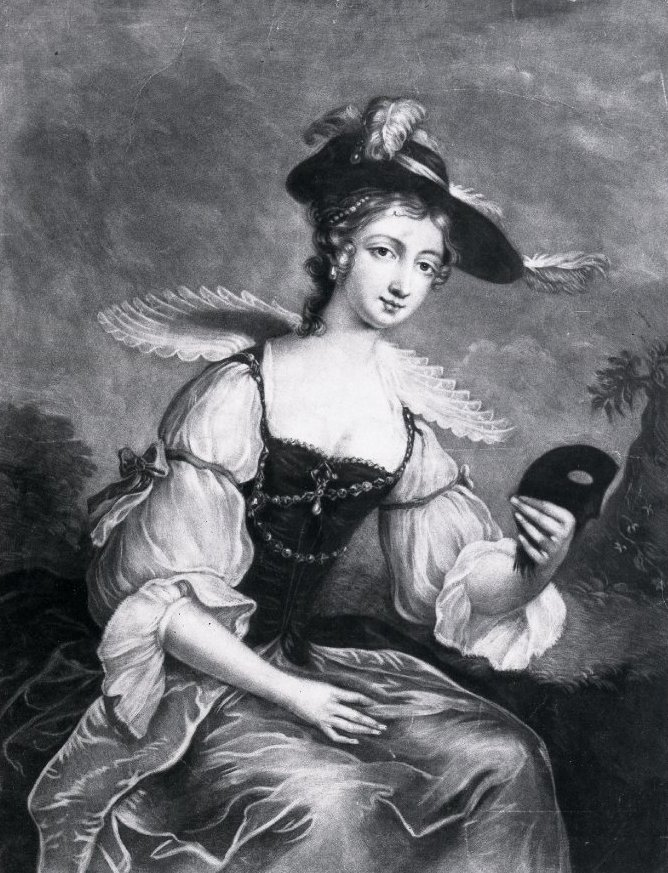
Fanny Murayová, 50. léta 18. století

Později se prostituci věnovala na vlastní pěst, ale i nadále žila v chudobě. Nakonec si jí všiml Jack Harris, pasák z Covent Garden a údajně ji nechal vyšetřit chirurgem, aby ověřil, že je bez pohlavních chorob. Protože prohlídkou prošla, začali spolupracovat.

## Sláva
S Harrisovou podporou se Murrayová vypracovala na vrchol londýnského podsvětí. Již v sedmnácti letech byla slavná a vyhledávaná a její módní vkus – zejména klobouky se širokou krempou – se staly oblíbeným londýnským doplňkem. Často se objevovala v kostýmu jeptišky na orgiích Klubu pekelného ohně, tajné společnosti se satanskými prvky. Je také pravděpodobné, že byla členkou „harému“ v Divan klubu, orientalistické skupiny určené pro šlechtice, kteří navštívili Osmanskou říši.
Murrayová se stala milenkou mnoha britských politiků a celebrit. Dlouhou dobu byla milenkou Johna Montagua, hraběte ze Sandwiche, který ve svém bytě pověsil její nahý portrét, který hrdě ukazoval hostům.
Zmiňuje se o ní dokonce i Giacomo Casanova ve svých pamětech jako o čestné hostce na večírku britského velvyslance. Existuje názor, že alespoň zčásti inspirovala román Fanny Hillová, vydaný roku 1749 na vrcholu její slávy.

## Manželství
Nakonec se provdala za sira Richarda Atkinse. Manželství bylo bouřlivé a s nevěrami na obou stranách. Když Atkins náhle zemřel v roce 1756, kdy bylo Murrayové pouhých 27 let a zdědila manželovy dluhy.
Protože Murrayová nemohla dluhy splácet, skončila ve vězení pro dlužníky. Tam se dozvěděla, že se John Spencer mladší, syn Johna Spencera, který ji svedl, žení. Poslala mu dopis, v němž ho informovala o otcově jednání a přinutila pár, aby jí platil ročně 200 liber.
Mladý Spencer ji také seznámil s hercem Davidem Rossem, za kterého se provdala někdy kolem roku 1757. Navzdory nepokojům v jejích pozdějších letech se zdá, že Murrayino manželství s Rossem bylo šťastné a monogamní. Záznamy z té doby chválí Murrayovou jako věrnou ženu. Rossova biografie uvádí, že „ať už byly její dřívější nerozvážnosti jakékoli, Murrayová se jako manželka chovala s příkladnou rozvážností a diskrétností.“

## Pozdější život
Její údajná biografie, i když pravděpodobně nebyla autorkou, se objevila v roce 1759, spolu s podobnou knihou Neobvyklá dobrodružství slečny Kitty F**r o Kitty Fisherové, v němž se Murrayová objevuje jako španělská prostitutka „slečna Murrio“.
V roce 1763 se objevila pornografická báseň Johna Wilkese. Šlo o parodii na Esej o člověku od Alexandra Popea s názvem Esej o ženě a byla věnována Murrayové. Úseky básně byly čteny ve Sněmovně lordů, která ji shledala rouhačskou a obscénní. Wilkes raději utekl do Francie, protože již dříve čelil obvinění za zesměšnění krále v jiném díle.